# フェルナンド・アルティマーニ
フェルナンド・アルティマーニ（Fernando Altimani、1893年12月8日 – 1963年1月2日）は、イタリアの陸上競技選手である。 彼は、1912年に開催されたストックホルムオリンピックの10キロメートル競歩で銅メダルを獲得した。

## 経歴
アルティマーニは10キロメートル競歩を得意とした選手だった。ストックホルムオリンピックの10キロメートル競歩は、12カ国から22人が出場して8月8日に予選、8月11日に決勝が行われた。
予選は22人の選手を2組に分けて開催された。1組に入ったアルティマーニは、48分54秒2の記録で4位につけて決勝に進出した。決勝は各組上位5位までの選手計10名で争われ、4名がゴールした。アルティマーニは、カナダ代表のジョージ・グールディング、イギリス代表のアーネスト・ウェブに続いて47分37秒6で3位となり、銅メダルを獲得した。